# Stade national de Singapour (1973)
Ne doit pas être confondu avec Stade national de Singapour (2014).
Pour les articles homonymes, voir Stade national.
Le stade national de Singapour (en malais : Stadium Nasional Singapura, en anglais : Singapore National Stadium, en chinois : 新加坡前国家体育场, et en tamoul : சிங்கப்பூர் தேசிய அரங்கம்) est un ancien stade multifonction de Singapour. Inauguré en juillet 1973, il a été fermé en 2007 et démoli en 2010 pour laisser la place au Nouveau stade national de Singapour, qui a été inauguré le 30 juin 2014.
Il a accueilli de très nombreuses manifestations, notamment les matchs à domicile de l'Équipe de Singapour de football, les finales de la Coupe de Singapour de football et les Jeux d'Asie du Sud-Est de 1983 et 1993.